# Arnold Ruffieux
Pour les articles homonymes, voir Ruffieux (homonymie).
Arnold Ruffieux, né en 1843 et mort à Fribourg le 10 mars 1872, est un haut fonctionnaire fribourgeois, chancelier d’État de 1871 à 1872.

## Biographie
Il est membre du Parti libéral-conservateur.

## Source
- Georges Andrey, John Clerc, Jean-Pierre Dorand et Nicolas Gex, Le Conseil d’État fribourgeois : 1848-2011 : son histoire, son organisation, ses membres, Fribourg, Éditions de la Sarine, 2012,  (ISBN 978-2-88355-153-4)